# Nuillé-le-Jalais
Nuillé-le-Jalais és un municipi francès situat al departament del Sarthe i a la regió de País del Loira. L'any 2007 tenia 418 habitants.

## Demografia

### Població
El 2007 la població de fet de Nuillé-le-Jalais era de 418 persones. Hi havia 165 famílies de les quals 31 eren unipersonals (9 homes vivint sols i 22 dones vivint soles), 65 parelles sense fills, 65 parelles amb fills i 4 famílies monoparentals amb fills.
La població ha evolucionat segons el següent gràfic:
Habitants censats

### Habitatges
El 2007 hi havia 199 habitatges, 168 eren l'habitatge principal de la família, 22 eren segones residències i 10 estaven desocupats. 193 eren cases i 3 eren apartaments. Dels 168 habitatges principals, 136 estaven ocupats pels seus propietaris, 30 estaven llogats i ocupats pels llogaters i 2 estaven cedits a títol gratuït; 8 tenien dues cambres, 37 en tenien tres, 50 en tenien quatre i 74 en tenien cinc o més. 135 habitatges disposaven pel capbaix d'una plaça de pàrquing. A 53 habitatges hi havia un automòbil i a 97 n'hi havia dos o més.

### Piràmide de població
La piràmide de població per edats i sexe el 2009 era:
| Homes | Edats   | Dones |
| ----- | ------- | ----- |
| 0     | 95 o +  | 0     |
| 0     | 90 a 94 | 4     |
| 0     | 85 a 89 | 4     |
| 0     | 80 a 84 | 0     |
| 16    | 75 a 79 | 4     |
| 8     | 70 a 74 | 20    |
| 0     | 65 a 69 | 4     |
| 4     | 60 a 64 | 4     |
| 8     | 55 a 59 | 4     |
| 12    | 50 a 54 | 12    |
| 8     | 45 a 49 | 8     |
| 16    | 40 a 44 | 16    |
| 4     | 35 a 39 | 4     |
| 12    | 30 a 34 | 8     |
| 12    | 25 a 29 | 16    |
| 12    | 20 a 24 | 8     |
| 8     | 15 a 19 | 16    |
| 0     | 10 a 14 | 12    |
| 8     | 5 a 9   | 4     |
| 12    | 0 a 4   | 12    |

## Economia
El 2007 la població en edat de treballar era de 280 persones, 219 eren actives i 61 eren inactives. De les 219 persones actives 200 estaven ocupades (119 homes i 81 dones) i 19 estaven aturades (7 homes i 12 dones). De les 61 persones inactives 28 estaven jubilades, 10 estaven estudiant i 23 estaven classificades com a «altres inactius».

### Ingressos
El 2009 a Nuillé-le-Jalais hi havia 190 unitats fiscals que integraven 477,5 persones, la mediana anual d'ingressos fiscals per persona era de 17.554 €.

### Activitats econòmiques
Dels 14  establiments que hi havia el 2007, 1 era d'una empresa extractiva, 1 d'una empresa de fabricació d'altres productes industrials, 3 d'empreses de construcció, 5 d'empreses de comerç i reparació d'automòbils, 1 d'una empresa d'hostatgeria i restauració, 2 d'empreses immobiliàries i 1 d'una entitat de l'administració pública.
Dels 4 establiments de servei als particulars que hi havia el 2009, 1 era un taller de reparació d'automòbils i de material agrícola, 1 fusteria, 1 electricista i 1 restaurant.
L'any 2000 a Nuillé-le-Jalais hi havia 6 explotacions agrícoles.

## Equipaments sanitaris i escolars
El 2009 hi havia una escola elemental integrada dins d'un grup escolar amb les comunes properes formant una escola dispersa.

## Poblacions més properes
El següent diagrama mostra les poblacions més properes.